# Meglio di noi non c'è niente
Meglio di noi non c'è niente è il quarto singolo estratto dall'album Fuori! dei Finley, pubblicato insieme al videoclip ufficiale il 30 aprile 2010.

## Formazione
- Marco "Pedro" Pedretti - voce
- Carmine "Ka" Ruggiero - chitarra, voce
- Danilo "Dani" Calvio - batteria, voce